# Seznam rimskokatoliških škofov Kopra
Seznam koprskih rimskokatoliških škofov.
1. Sveti Nazarij (19. junija 524, † ?)
2. Maksimilijan (omenjen leta 557)
3. Agaton (omenjen leta 567 ali 667)
4. Janez (omenjen leta 757)
5. Senator (omenjen leta 766 - ?)
6. Adalger (1184 ? - 1212 ?)
7. Uretmar (omenjen leta 1216)
8. Absalon (omenjen leta 1220)
9. Konrad (omenjen v letih 1249 do 1270)
10. Azzo (1271 - ?)
11. Papo (1275 - ?)
12. Buono (1279 - 1283)
13. Vital (28. oktobra 1283 - okoli 1300)
14. Peter Manolesso, minorit (1301 ? - ?)
15. Tomaž Contarini (1317 - 1327)
16. Hugo iz Vicenze, dominikanec (1328 - 1334 imenovan za škofa v Mazara del Vallo)
17. Marko Semitecolo (26. novembra 1334 - po letu 1342)
18. Orso Dolfin (5. novembra 1347 - 30. marca 1349 imenovan za škofa na Kreti)
19. Blaženi Frančišek Querini (30. marca 1349 - 1355 imenovan za škofa na Kreti)
20. Ludvik Morosini (1367 - 21. novembra 1390 imenovan za škofa v Modone)
21. Jakob Loredan (1390 - 22. aprila 1411)
22. Krištof Zeno (16. junija 1411 - 1420)
23. Jeremija Pola (4. decembra 1420 - 1424)
24. Martin de' Bernardini, avguštinec (14. julija 1424 - 23. februarja 1428 imenovan za škofa v Modone)
25. Frančišek Servandi, dominikanec (23. februarja 1428 - 29. marca 1448)
26. Gabrijel Gabrieli (19. aprila 1448 - 1471)
27. Peter Bagnacavallo (1471 - 1473)
28. Simon Vosich (26. novembra 1473 - avgusta 1482)
29. Jakob Valaresso (1482 - 9. marca 1503)
30. Jernej iz Sonice, dominikanec  (1503 - 13. aprila 1529)
31. Defendente Valvassori (1529 - 1536)
32. Peter Pavel Vergerij † (6. septembra 1536 - 5. julija 1549)
33. Dominik Stella, dominikanec (10. novembra 1549 - 6. januarja 1566)
34. Hadrijan Bereti, dominikanec (26. aprila 1566 - 7. marca 1572)
35. Anton Elio (30. julija 1572 - 1576)
36. Janez Ingenerio (3. decembra 1576 - 1600)
37. Hieronim Contarini (15. maja 1600 - 9. oktobra 1619 )
38. Hieronim Rusca, dominikanec (29. aprila 1620 - 15. februarja 1650)
39. Peter Morari (9. maja 1650 - 1653)
40. Boltežar Bonifazio (24. novembra 1653 - 1659)
41. Frančišek Zeno (16. februarja 1650 - 14. avgusta 1680)
Sedisvakanca (1680 - 1684)
42. Peter Julij Dolfin (19. junija 1684 - 24, aprila 1685)
43. Paolo Naldini, avguštinec (11. marca 1686 - 21, aprila 1713)
44. Anton Marija Borromeo, teatinec (30. avgusta 1713 - 1723)
45. Avguštin Bruti (20. februarja 1724 - 1747)
46. Janez Krstnik Sandi (18. decembra 1747 - 24. maja 1756 imenovan za škofa v Belluno)
47. Karel Camuzio (20. septembra 1756 - 1776 imenovan za nadškofa v Tars)
48. Bonifacij da Ponte, benediktinec (15. julija 1776 - 1810)
Sedisvakanca (1810 - 1828)
Priključitev Škofiji Trst (1828 - 1977). Za to obdobje glej seznam rimskokatoliških škofov Trsta.
49. Janez Jenko (17. oktobra 1977 - 15. aprila 1987)
50. Metod Pirih (16. aprila 1987 - 23. junij 2012)
51. Jurij Bizjak (23. junij 2012 - 1. februar 2025)
52. Peter Štumpf (1. februar 2025 - )

## Pomožni škofje
- Metod Pirih - koadjutor (25. marec 1985 - 15. april 1987)
- Jurij Bizjak (13. maj 2000 - 23. junij 2012)